# Saleniidae
Famille
Les Saleniidae sont une famille d'oursins, la seule survivante de l'ordre des Salenioida.

## Description

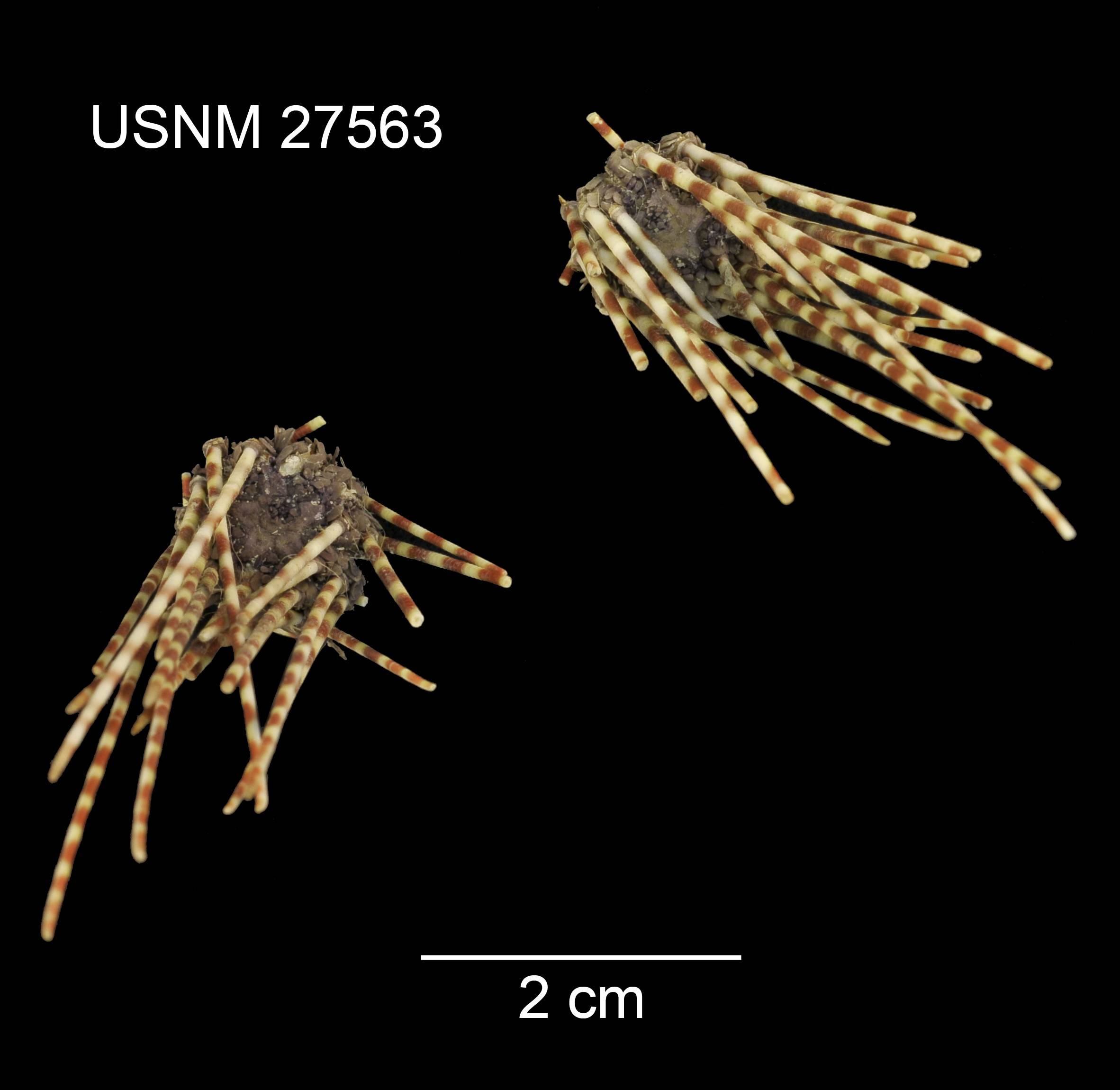
Bathysalenia cincta

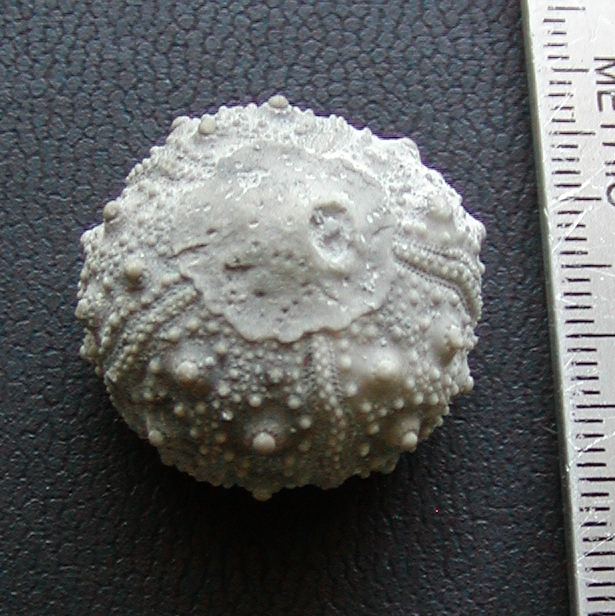
Test fossile de Leptosalenia texana.

Ce sont des oursins réguliers : le test (coquille) est plus ou moins globulaire, protégé par des radioles (piquants), l'ensemble étant marqué par une symétrie pentaradiaire reliant la bouche située au centre de la face orale (inférieure) à l'anus situé à l'apex aboral (pôle supérieur), quoique légèrement excentré dans cette famille, et protégé par une grosse plaque suranale.
Les tubercules primaires sont non perforés et crénelés. Les ambulacres sont bigéminés à unigéminés (rarement trigéminés).

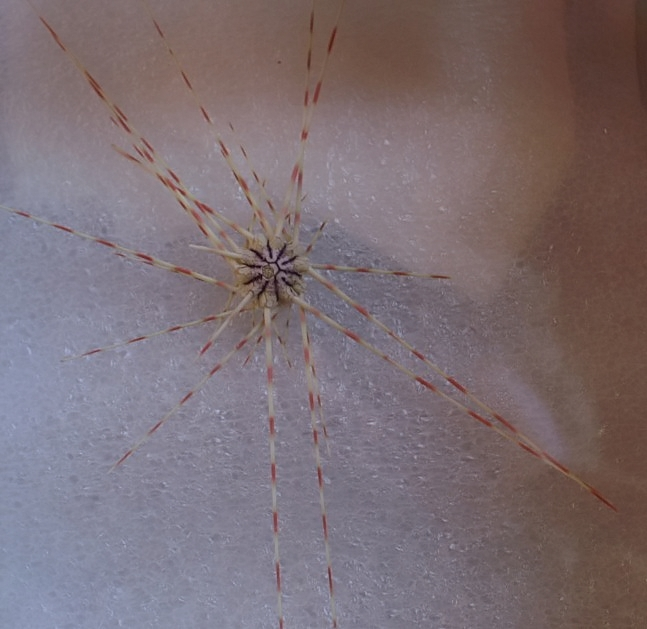
Spécimen de Bathysalenia goesiana (NHM)
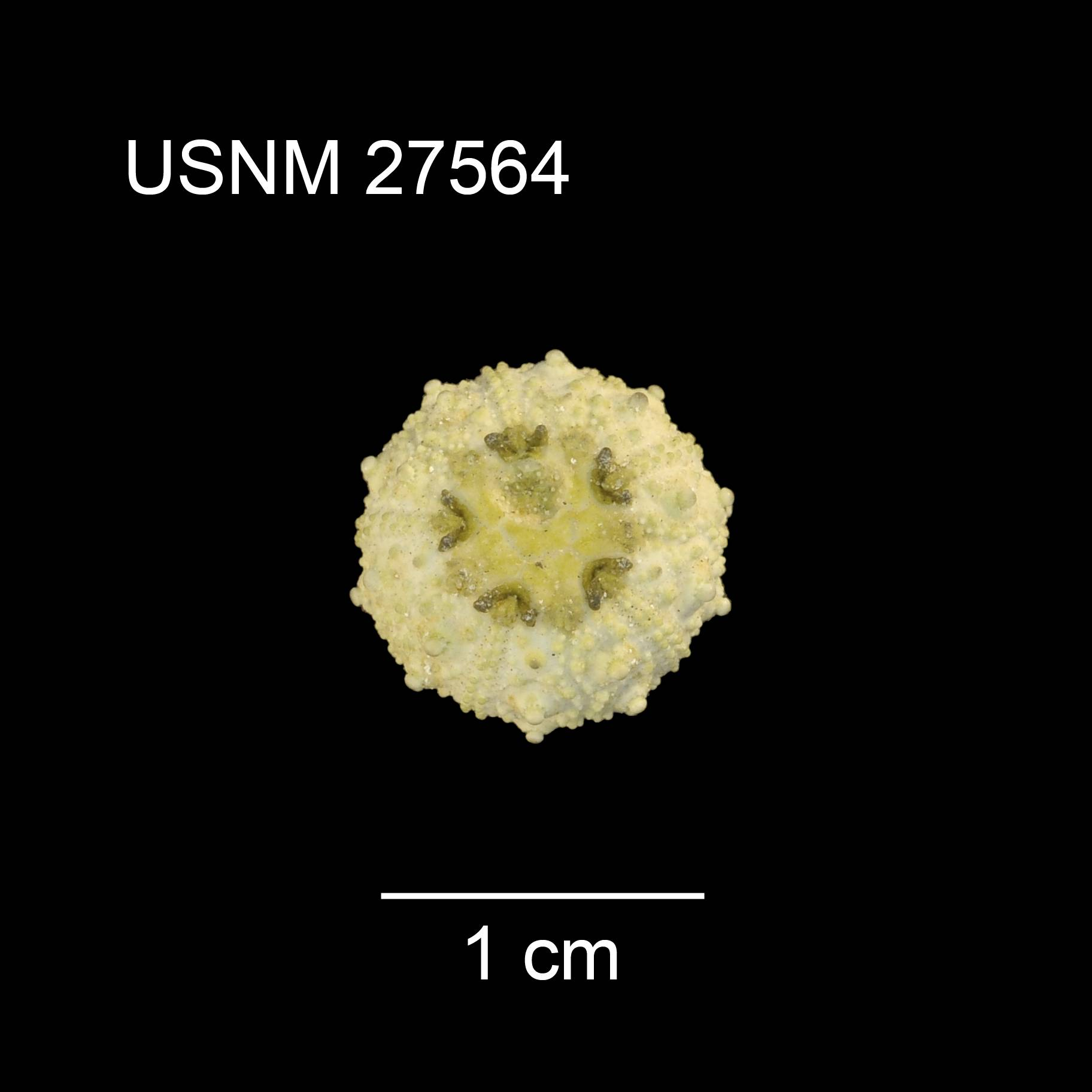
Test de Bathysalenia cincta (USNM)
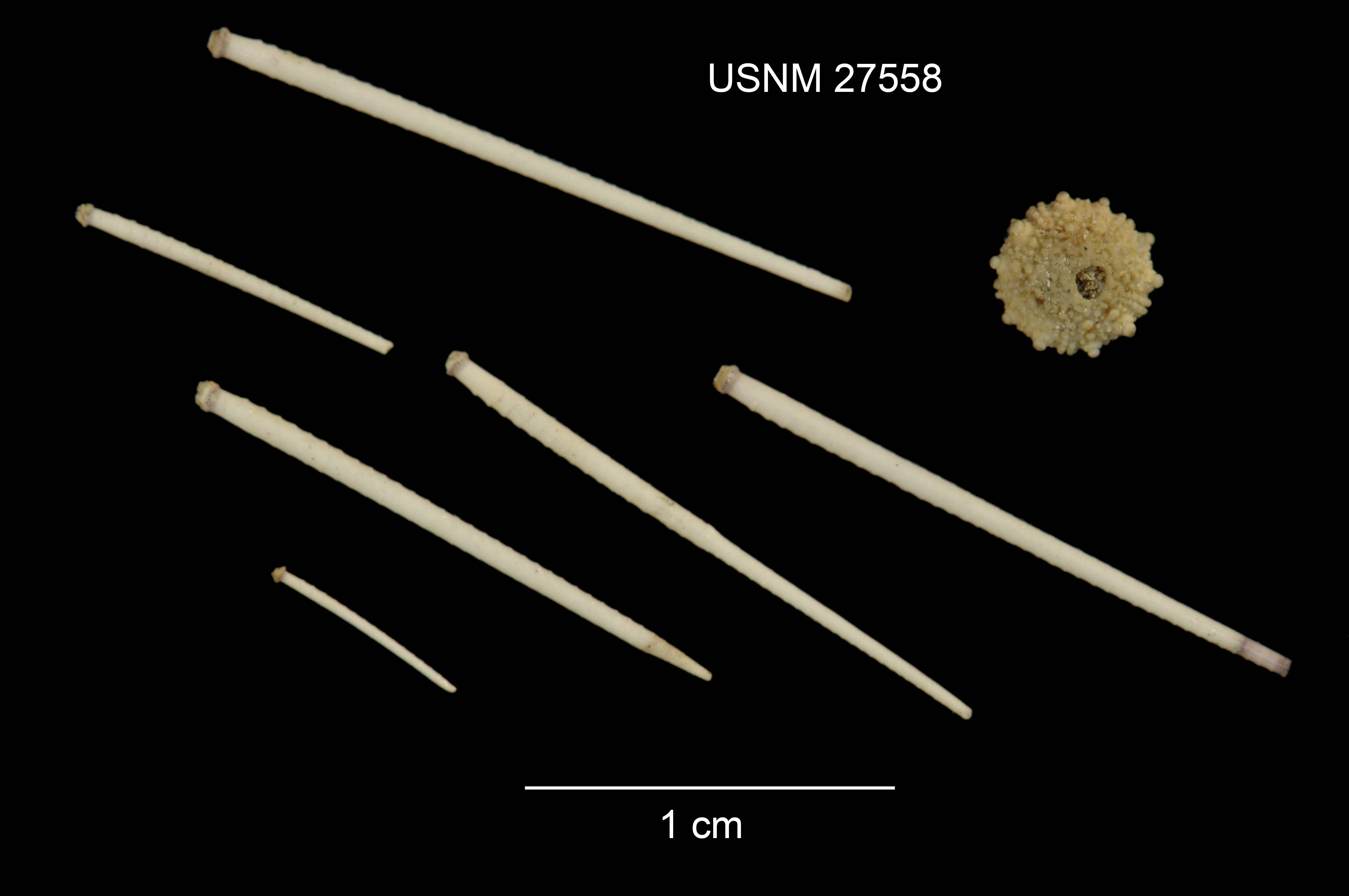
Test et radioles de Salenocidaris crassispina (USNM)
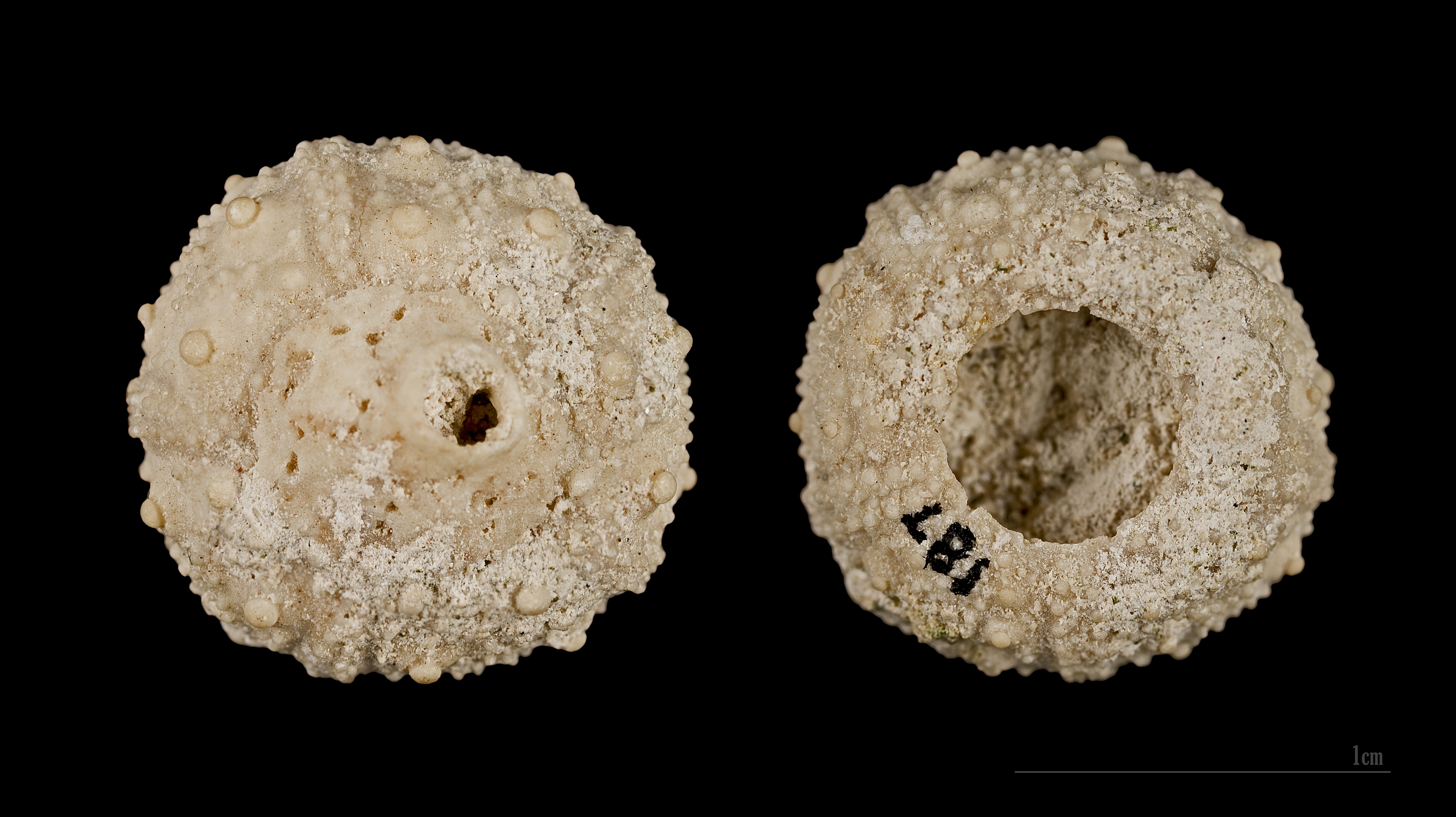
Fossile de Salenia petalifera MHNT

Cette famille est apparue à la fin du Jurassique (Oxfordien).

## Systématique
La famille des Saleniidae a été décrite par le naturaliste Louis Agassiz en 1838. Le genre type pour la famille est Salenia Gray, 1835.

### Taxinomie
Selon World Register of Marine Species (27 juin 2014) :
- genre Bathysalenia Pomel, 1883 (5 espèces vivantes)
- tribu Holosaleniini Smith & Wright, 1990 †
  - genre Holosalenia Smith & Wright, 1990 †
- genre Leptosalenia Smith & Wright, 1990 †
- genre Novasalenia Zitt & Geys, 2003 †
- genre Platysalenia Smith & Wright, 1990 †
- genre Pleurosalenia Pomel, 1883 †
- genre Salenia Gray, 1835 (1 espèce vivante)
- genre Salenidia Pomel, 1883 †
- tribu Salenocidarini Smith & Wright, 1990
  - genre Salenocidaris A. Agassiz, 1869 (9 espèces vivantes)